# Suất ăn hàng không

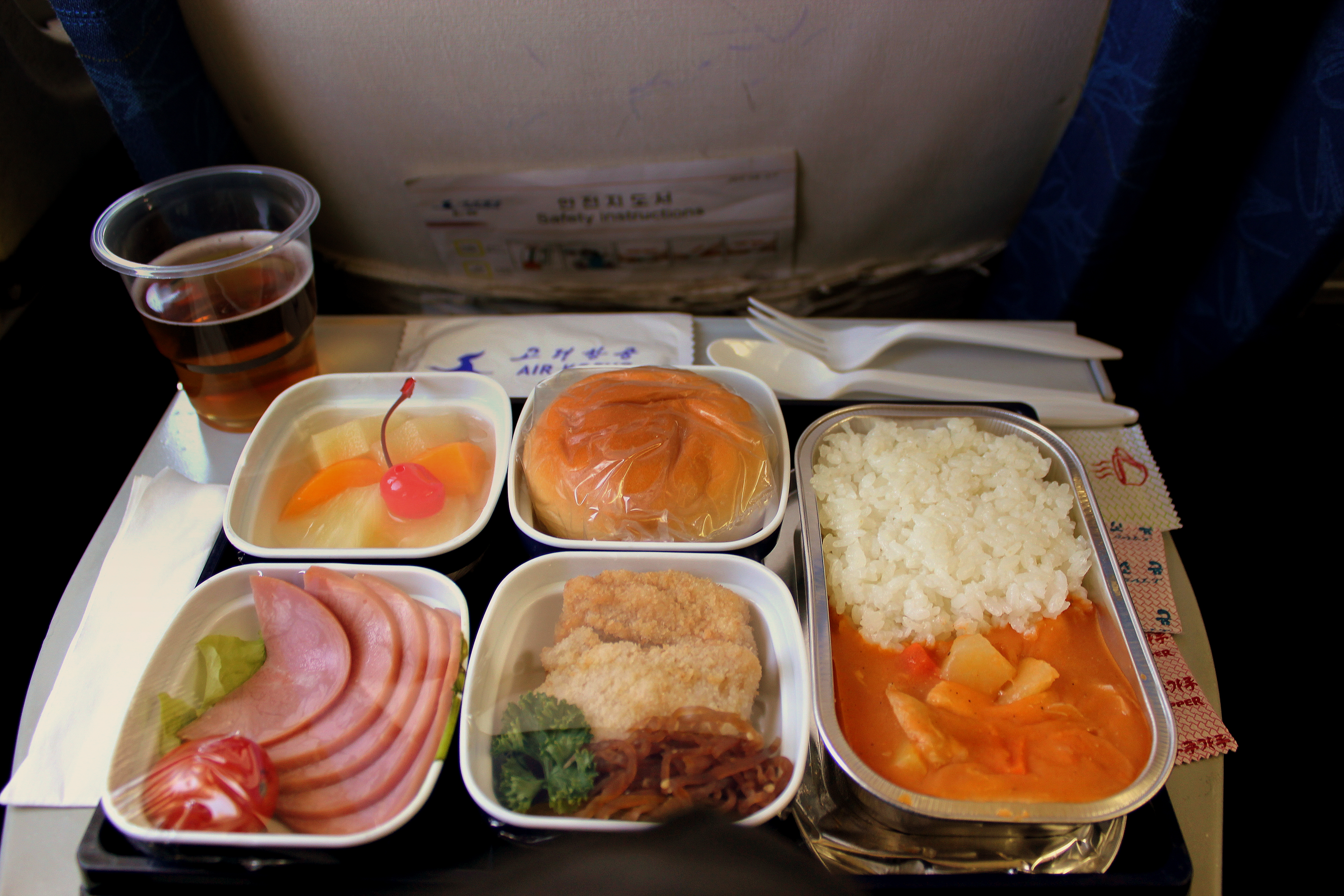
Một suất ăn hạng phổ thông trên chuyến bay của hãng Air Koryo

Suất ăn hàng không hay suất ăn máy bay (Airline meal) là một bữa ăn (suất ăn) phục vụ cho hành khách trên các chuyến bay thương mại. Những bữa ăn này được chuẩn bị và phục vụ từ các hãng hàng không chuyên nghiệp, do các tiếp viên hàng không bày dọn cho các hành khách. Những bữa ăn kiểu như thế này rất khác nhau về chất lượng, chủng loại và số lượng giữa các công ty hàng không cũng như các hạng vé khác nhau. Suất ăn trên máy bay bao gồm một món ăn nhẹ hoặc đồ uống cho đến một bữa ăn bảy món ngon miệng trong một chuyến bay đường dài hoặc ở khoang hạng nhất. Các loại thực phẩm được cung cấp cũng rất khác nhau giữa các quốc gia, và thường kết hợp các yếu tố của ẩm thực địa phương, đôi khi cả từ quốc gia đích đến.